# Akampur (Índia)
Akampur é uma vila na região de Sumerpur Unnao, em Uttar Pradesh, na Índia. Em 2011, sua população era de 2.107, em 380 domicílios, e ela tinha uma escola primária e nenhum serviço de saúde.
O censo de 1961 registrou Akampur como compreendendo 2 aldeias, com uma população total de 882 pessoas (478 homens e 404 mulheres), com 210 famílias e 180 casas físicas. A área do vilarejo foi avaliada em 498,17 hectares (1.231 acres) e, na época, apenas um médico atuava no local. Na época, possuía os seguintes pequenos estabelecimentos industriais: 1 fabricante de produtos diversos de madeira, 1 fabricante de cerâmica de faiança, 5 fabricantes de ferragens diversas e 2 fabricantes de joias ou objetos de metal precioso.